# Cytheromatidae
Cytheromatidae – rodzina małżoraczków z rzędu Podocopida i podrzędu Cytherocopina.
Małżoraczki o karapaksach pozbawionych wyraźnej rzeźby i ogonka, szeroko owalnie zaokrąglonych na przedniej krawędzi i bardziej wąsko wyokrąglonych na tylnej. Brzuszny brzeg karapaksu falisty. Zamek typu lofodontycznego. Odciski mięśni zwieraczy ustawione po cztery w poziomym rządku. Ilość podomerów w czułkach pierwszej pary nie przekracza sześciu. Westibule gębokie.
Należy tu 46 opisanych, współczesnych gatunków. Do rodziny tej zalicza się rodzaje:
- Afghanistina Hu et Tao, 2008
- Cytheroma Mueller, 1894
- Fernandinacythere Gottwald, 1983
- † Luvula Coryell et Fields, 1937
- Megacythere Puri, 1960
- Microloxoconcha Hartmann, 1954
- Paracytheroma Juday, 1907
- Pellucistoma Coryell et Fields, 1937
- Pontocytheroma Marinov, 1963